# Plav (district de České Budějovice)
Pour les articles homonymes, voir Plav (homonymie).
Plav (en allemand : Plaben) est une commune du district de České Budějovice, dans la région de Bohême-du-Sud, en République tchèque. Sa population s'élevait à 438 habitants en 2023.

## Géographie
Plav se trouve à 9 km au sud du centre de České Budějovice et à 131 km au sud de Prague.
La commune est limitée par Včelná, Roudné et Vidov au nord, par Heřmaň à l'est, par Doudleby au sud-est, et par Kamenný Újezd à l'ouest.

## Histoire
La première mention écrite du village date de 1259.

## Transports
Par la route, Plav se trouve à 10 km de České Budějovice et à 162 km de Prague.